# Baldushk
Baldushk è una frazione del comune di Tirana in Albania (prefettura di Tirana).
Fino alla riforma amministrativa del 2015 era comune autonomo, dopo la riforma è stato accorpato, insieme agli ex-comuni di Bërzhitë, Dajt, Farkë, Kashar, Krrabë, Ndroq, Petrelë, Pezë, Shëngjergj, Vaqarr, Zall Bastar, Zall Herr a costituire la municipalità di Tirana.

## Località
Il comune era formato dall'insieme delle seguenti località:
- Baldushk
- Mumajes
- Fushas
- Balshaban
- Shpate
- Isufmucaj
- Mustafakocaj
- Kocaj
- Kakunj
- Vesqi
- Parret
- Shenkoll
- Vrap
- Shpat i siper